# Paleópoli (Ándros)
Pour l’article homonyme, voir Paleópoli (Samothrace).
Paleópoli (grec moderne : Παλαιόπολη) est une localité située dans le dème d'Ándros, dans le district régional d'Ándros, dans la périphérie d'Égée-Méridionale, en Grèce.
Selon le recensement de 2021, elle compte 116 habitants.